# Seznam chráněných území v okrese Louny
Toto je seznam chráněných území v okrese Louny aktuální k roku 2010, ve kterém jsou uvedena chráněná území v oblasti okresu Louny.
| Kód  | Obrázek                                 | Typ  | Název                         | Rozloha (ha) | Galerie Commons                                                         | Popis území | Souřadnice                       |
| ---- | --------------------------------------- | ---- | ----------------------------- | ------------ | ----------------------------------------------------------------------- | --- | -------------------------------- |
| 2417 |                                         | PR   | Blatenský svah                | 13,78        | Kategorie „Blatenský svah“ na Wikimedia Commons                         | Starý suťový porost na žulovém podkladu | 50°5′51″ s. š., 13°22′20″ v. d.  |
| 5747 |                                         | PP   | Blšanský chlum                | 18,09        | Kategorie „Blšanský chlum“ na Wikimedia Commons                         | xerotermní biotopy s výskytem zvláště chráněných druhů rostlin, výskyt přástevníka kostivalového, kvůli kterému zde byla vyhlášena EVL | 50°20′50″ s. š., 13°50′26″ v. d. |
| 1960 | PP Březno u Postoloprt                  | PP   | Březno u Postoloprt           | 1,77         | Kategorie „Březno u Postoloprt“ na Wikimedia Commons                    | Opuštěný lom a břeh Ohře, významná paleontologická lokalita | 50°21′23″ s. š., 13°44′17″ v. d. |
| 51   |                                         | CHKO | České středohoří              | 107 000      | Kategorie „České středohoří“ na Wikimedia Commons                       | Ochrana všech hodnot krajiny, jejího vzhledu a jejich typických znaků i přírodních zdrojů a vytváření vyváženého životního prostředí | 50°39′5″ s. š., 14°13′33″ v. d.  |
| 2469 | Vrch Číčov                              | PR   | Číčov                         | 7,20         | Kategorie „Číčov (nature reserve)“ na Wikimedia Commons                 | Holá čedičová kupa se stepními společenstvy, naleziště aragonitu | 50°27′40″ s. š., 13°48′7″ v. d.  |
| 2474 | Dětanský chlum                          | PR   | Dětanský chlum                | 35,60        | Kategorie „Dětanský chlum“ na Wikimedia Commons                         | Náhorní plošina se zakrslou doubravou a teplomilnou květenou | 50°11′54″ s. š., 13°18′20″ v. d. |
|      | Výhled z Louštína                       | PřP  | Džbán                         | 41 600       | Kategorie „Nature park Džbán“ na Wikimedia Commons                      | | 50°15′ s. š., 13°45′ v. d.       |
| 106  |                                         | PP   | Háj Petra Bezruče             | 26,49        | Kategorie „Háj Petra Bezruče“ na Wikimedia Commons                      | Parkově upravené smíšené porosty na žulových skalách | 50°7′17″ s. š., 13°26′19″ v. d.  |
| 6186 |                                         | PP   | Jalovcové stráně nad Vrbičkou | 48,5134      | Kategorie „Jalovcové stráně nad Vrbičkou“ na Wikimedia Commons          | Zachovalá přírodní stanoviště zahrnující výslunné bylinné porosty mezofilního až stepního charakteru s výskytem jalovce obecného | 50°11′2″ s. š., 13°16′53″ v. d.  |
| 158  |                                         | NPP  | Kamenná slunce                | 0,38         | Kategorie „Kamenná slunce“ na Wikimedia Commons                         | Unikátní doklad sopečné činnosti, jílovitá jádra s paprsčitými růžicemi puklin | 50°26′3″ s. š., 13°53′15″ v. d.  |
| 1181 | Přírodní památka Koštice                | PP   | Koštice                       | 2,519        | Kategorie „Koštice (natural monument)“ na Wikimedia Commons             | Společenstva subhalofilních rostlin na podmáčených a rozvolněných stanovištích zaplavovaných luk s výskytem nejpočetnější populace ostřice černoklasé v Čechách a dalších vzácných druhů (šišák hrálolistý, ožanka čpavá, bahnička jednoplevná) | 50°24′6″ s. š., 13°57′47″ v. d.  |
| 1849 | PP Kozinecká stráň                      | PP   | Kozinecká stráň               | 6,45         | Kategorie „Kozinecká stráň“ na Wikimedia Commons                        | Xerotermní teplomilná doubrava s bukem a habrem na opukách, bohatá květena (hlavně třemdava bílá) | 50°15′46″ s. š., 13°40′39″ v. d. |
| 5760 | PP Krásný Dvůr                          | PP   | Krásný Dvůr                   | 95,34        | Kategorie „Krásný Dvůr (national monument)“ na Wikimedia Commons        | Ochrana xylofágního hmyzu a jeho biotopů | 50°14′46″ s. š., 13°21′28″ v. d. |
| 1182 |                                         | NPR  | Malý a Velký štít             | 8,61         | Kategorie „Malý a Velký Štít“ na Wikimedia Commons                      | Opukové stráně s bohatou populací medvědice lékařské a zimostrázku alpinského | 50°15′24″ s. š., 13°50′36″ v. d. |
| 852  |                                         | PP   | Miocenní sladkovodní vápence  | 1,75         | Kategorie „Miocenní sladkovodní vápence“ na Wikimedia Commons           | Významný geologický profil v rámci neogenní pánve | 50°17′17″ s. š., 13°39′58″ v. d. |
| 5760 | Popis obrazku                           | PP   | Na Spáleništi                 | 1,6          | Kategorie „Na Spáleništi“ na Wikimedia Commons                          | Ochrana druhu střevíčník pantoflíček a jeho biotopu | 50°15′32″ s. š., 13°40′39″ v. d. |
| 282  |                                         | NPR  | Oblík                         | 20,5         | Kategorie „Oblík“ na Wikimedia Commons                                  | Izolovaný čedičový kopec s teplomilnými společenstvy | 50°24′41″ s. š., 13°48′31″ v. d. |
| 361  |                                         | NPR  | Raná                          | 9,3          | Kategorie „Raná (České středohoří)“ na Wikimedia Commons                | Zbytek stepi, lokalita s výskytem ovsíře Besserova | 50°24′13″ s. š., 13°46′1″ v. d.  |
| 5681 |                                         | PP   | Soběchlebské terasy           | 2,64         | Kategorie „Soběchlebské terasy“ na Wikimedia Commons                    | Ochrana evropsky významné lokality Soběchlebské terasy s evropsky významným druhem střevíčník pantoflíček | 50°13′2″ s. š., 13°31′49″ v. d.  |
| 1504 | Centrální část lokality                 | PP   | Staňkovice                    | 6,86         | Kategorie „Staňkovice (natural monument)“ na Wikimedia Commons          | Opuštěné pastviny, významná entomologická lokalita | 50°21′13″ s. š., 13°33′37″ v. d. |
| 5746 | Stráně nad Chomutovkou u Truzenic       | PP   | Stráně nad Chomutovkou        | 7,3543       | Kategorie „Stráně nad Chomutovkou“ na Wikimedia Commons                 | polopřirozené suché trávníky a facie křovin na vápnitých podložích + EVL | 50°23′56″ s. š., 13°34′32″ v. d. |
| 1503 | PP Stroupeč (západní část)              | PP   | Stroupeč                      | 14,00        | Kategorie „Stroupeč (natural monument)“ na Wikimedia Commons            | Křovinaté stráně, entomologická lokalita | 50°21′35″ s. š., 13°29′51″ v. d. |
| 2071 | Štola Stradonice                        | PP   | Štola Stradonice              | 10,05        | Kategorie „Štola Stradonice“ na Wikimedia Commons                       | Zimoviště ohrožených druhů netopýrů | 50°22′17″ s. š., 13°57′57″ v. d. |
| 447  | Tobiášův vrch                           | PP   | Tobiášův vrch                 | 3,43         | Kategorie „Tobiášův vrch“ na Wikimedia Commons                          | Fragment vzácného stepního ekosystému s množstvím ohrožených druhů rostlin (hlaváček jarní, koniklec luční český, koniklec otevřený, kavyl Ivanův, modřenec tenkokvětý)                                                                         | 50°27′26″ s. š., 13°46′29″ v. d. |
| 1184 |                                         | PP   | Travertinová kupa             | 0,20         | Kategorie „Travertinová kupa“ na Wikimedia Commons                      | Paleontologické naleziště | 50°17′3″ s. š., 13°39′56″ v. d.  |
| 2213 |                                         | PP   | Třtěnské stráně               | 19,17        | Kategorie „Třtěnské stráně“ na Wikimedia Commons                        | Jedinečná lokalita tzv. bílých strání s výskytem zvláště chráněných druhů rostlin, jitrocel přímořský, kozinec rakouský, len tenkolistý a zlatovlásek obecný.                                                                                   | 50°25′46″ s. š., 13°52′43″ v. d. |
| 2196 | PP Údolí Hasiny u Lipence               | PP   | Údolí Hasiny u Lipence        | 16,83        | Kategorie „Údolí Hasiny u Lipence“ na Wikimedia Commons                 | Významné paleontologické naleziště druhohorních organizmů, zvláště chráněných rostlin a živočichů, biokoridor potoka Hasiny jako významného prvku ekologické stability krajiny.                                                                 | 50°19′13″ s. š., 13°41′43″ v. d. |
| 481  | konvalinky v lesním porostu na území PP | PP   | V hlubokém                    | 3,79         | Kategorie „V hlubokém“ na Wikimedia Commons                             | Naleziště orchideje střevíčník pantoflíček | 50°21′34″ s. š., 13°58′30″ v. d. |
| 1183 | NPP Velký vrch                          | NPP  | Velký vrch                    | 23,28        | Kategorie „Velký vrch (national natural monument)“ na Wikimedia Commons | Nízký kopec s teplomilnou flórou, zejména s vynikající mykoflórou (66 druhů) | 50°22′44″ s. š., 13°50′28″ v. d. |
| 6185 | PP Vrbina u Nové Vsi                    | PP   | Vrbina u Nové Vsi             | 11,2686      | Kategorie „Vrbina u Nové Vsi“ na Wikimedia Commons                      | Populace obojživelníků čolka velkého a kuňky obecné, pro které byla vyhlášena EVL Doupovské hory, a jejich biotopy zahrnující zachovalá přírodní stanoviště bylinných porostů mezofilního až podmáčeného charakteru                             | 50°11′48″ s. š., 13°16′25″ v. d. |
| 1505 | PP Žatec                                | PP   | Žatec                         | 20,89        | Kategorie „Žatec (natural monument)“ na Wikimedia Commons               | Teplomilná společenstva s hojným výskytem hmyzu | 50°20′48″ s. š., 13°31′58″ v. d. |